# Johann Pätzold

Johann Pätzold

Johann Pätzold (* 1987 in Rostock) alias Secret of Elements ein deutscher Musiker und Komponist für Elektronische Musik, Werbe- und Filmmusik. Pätzold legt bei der Produktion besonderen Wert auf den Einsatz konventioneller Musikinstrumente. In der Live-Performance kommen diverse Musikinstrumente zum eigentlichen Live-Set hinzu.

## Leben
Johann Pätzold begann früh autodidaktisch das Klavierspielen zu erlernen. Im Laufe seines Lebens erlernte er mehrere Musikinstrumente, konzentrierte sich aber hauptsächlich auf das Klavier. In der Rostocker Clubszene lernte er den DJ und Produzenten Stefko Kruse kennen. Kruse und Pätzold schlossen sich zusammen; während Kruse den elektronischen Teil der Musik produzierte, arbeitete Pätzold ihm mit den Melodien zu und komponierte die Klaviermusik. Zu dieser Zeit gab es noch keinen festen Name für das Projekt. 2010 feierte Kruse mit seinem eigenen Liveprojekt Turm3 größere Erfolge, so dass Pätzold alleine weitermachte.
Pätzold begann 2011 ein Studium der Physikalischen Technik an der Fachhochschule Wedel in Hamburg, das er krankheitsbedingt abbrechen musste. Zur Behandlung kehrte er nach Rostock zurück. Während seiner Erkrankung produzierte er große Teile seines Erstlingswerkes Minds in der psychiatrischen Abteilung des Universitätsklinikums Rostock. Dazu wurde ihm der hauseigene Musikraum zur Verfügung gestellt. Die Kompositionen wurden als Album 2011 beim Label Timezone veröffentlicht.
2012 remixten Alfred Heinrichs und Carlo Ruetz einen Track von Secret of Elements. In den Jahren 2012 und 2013 arbeitete Pätzold dann intensiv an seinem zweiten Album, welches möglichst viel aus akustischen Elementen bestehen sollte, vom klassischen Klavier und Geigenstücken bis hin zu Streichensemblen, die aber immer mit dem typischen elektronischen Charakter unterlegt wurden. Kurz darauf brachte Secret of Elements eine weitere EP auf den Markt, die Back Wood-EP, bei der Pätzold von Stefko Kruse, Djulien Ferrantes und Nico Pusch mit Remixen unterstützt wurde.
Im Frühling 2014 veröffentlichte Secret of Elements das Album Schizophrenia, das direkten Bezug auf die NSA-Affäre nimmt. Zeitgleich gründete er das Label Gleichklang Recordings, auf dem das Album veröffentlicht wurde.
Seit dem Frühling 2015 arbeitete Pätzold an einem neuen Musikalbum und veröffentlichte im Herbst 2015 ein Stück auf dem Sampler Explorer #1 bei dem französischen Label InFiné Music. Im April 2016 erschien auf InFiné von dem bereits veröffentlichten Titel The Effect of Butterfly Destiny zusätzlich ein Musikvideo. Durch ein Interview und weitere kleinere Statements wurde bekannt, dass Pätzold seit Beginn der Flüchtlingskrise auf dem Balkan und dem Mittelmeer im freiwilligen Hilfseinsatz unterwegs war und vorübergehend musikalisch nicht aktiv war. 2016 bekam Pätzold den Auftrag von Alexander Cazac (A&R von InFiné Music), an dem Projekt Verusus von Carl Craig und Francesco Tristano zu arbeiten. Dabei übernahm er die Nachproduktion der Orchesteraufnahmen des Les-Siècles-Orchesters von François-Xavier Roth aus Paris. Zeitgleich produzierte Pätzold als Secret of Elements die EP Monumentum, welche als Minialbum auf InFiné veröffentlicht wurde.

## Weitere Aktivitäten
Seit 2011 wurde Pätzold oftmals auch auf bundesweiten und internationalen medizinischen Kongressen – wie zum Beispiel in die Charité Berlin oder dem internationalen Kongress Die subjektive Seite der Schizophrenie – als Gastredner gebucht, wobei er Vorträge über alternative Behandlungsmöglichkeiten von Psychiatrie-Patienten – speziell mit der Diagnose von Schizophrenie – hielt.
Im Herbst 2014 setzte Pätzold sich für das Volkstheater Rostock ein, das kurz vor einer Schließung stand. Dazu veranstaltete er am 4. November 2014 eine größere Demonstration, und warb auf Bundesebene für eine bessere Förderung der Kunst und Kultur in Deutschland. Dabei fand er auch bei einigen Bundestagsabgeordneten Gehör, so zum Beispiel bei der Staatsministerin für Kultur, Monika Grütters, und bei Gregor Gysi, der sich dafür einsetze, dass der Bund ein Teil des Theaterneubaus in Rostock mitfinanzieren sollte. Pätzold betonte immer wieder, dass die Schließung des Theaters in Rostock eine Signalwirkung auf bundesweite Theater-Reformen haben werde.
Nachdem Pätzold an Bundeskanzlerin Angela Merkel und Innenminister Thomas de Maizière einen Brief zur Flüchtlingskrise auf dem Mittelmeer geschrieben hatte, wurde er im Sommer 2017 zusammen mit Vertretern einer privaten Seerettungs-Organisation in das Bundesinnenministerium eingeladen, um Lösungswege für die Mittelmeerpassage zu besprechen.

## Tanztheater-Kompositionen (Auswahl)
- Oldenburgisches Staatstheater Spielzeit 17/18: Auftragswerk für Lester René González Álvarez’ Choreografie From the Lighthouse[18][19]
- Oldenburgisches Staatstheater Spielzeit 19/20: Auftragswerk für Lester René González Álvarez’ Choreografie Quantum Leap[20][21]
- Volkstheater Rostock: Tanztheater von Lester René González Álvarez Saturn Return[22]
- Volkstheater Rostock. Tanztheater von Katja Taranu Mensch Werden[23]

## Vertonungen (Auswahl)
- Dior-Modenschau (Herbst- und Winter-Collection 2018)[24]
- Rolex Commercial Spot[25]
- Ubisoft Steep[26][27]
- HBO Sports[28]
- What/if (Netflix)[29]
- Rebuilding Notre Dame (Arte/ZED)[30]
- Dammi[31]

## Diskografie
Alben
- 2011: Minds (Timezone)
- 2013: 365 Days (Gleichklang Recordings)
- 2014: Schizophrenia (Gleichklang Recordings)
- 2021: Chronos (InFine Music)[32]
- 2023: Rebuilding Notre-Dame OST (InFine Music/ZED)[33]

EPs
- 2012: Herzblut EP (self made Release)
- 2013: Heartless Ending EP (Supdub Digitales)
- 2013: Black Wood EP (Gleichklang Recordings)
- 2014: Transformation – Music for Theater (Gleichklang Recordings)
- 2017: Monumentum (InFiné Music)[34]
- 2018: Odesea (InFiné Music)[35]

Singles/Compilation
- 2014: Shade
- 2015: The Effect of Butterfly Destiny (InFiné Music)
- 2021: Cassini (InFine Music)[36]

Remixe
- 2014: Djulien Ferrantes - Promote (Secret of Elements Remix) (Grossstadtvögel)
- 2014: Stefko Kruse – Hoffnung (Secret of Elements Remix) (Boje Records)
- 2014: Erman Erim – Good Morning (Secret of Elements Remix) (Boje Records)
- 2014: Jades Shames – The Drawing Board (Secret of Elements Remix) (Gleichklang Recordings)
- 2014: Stefko Kruse – The Secrets you Hide (Secret of Elements Remix) (Boje Records)[37]
- 2018: Carl Craig – Desire (Secret of Elements Remix) (InFiné; Planet E)[38]